# Genene Jones
Genene Anne Jones (nacida el 13 de julio de 1950) es una asesina en serie estadounidense, responsable de la muerte de hasta 60 bebés y niños bajo su cuidado como enfermera profesional con licencia durante los años 1970 y 1980. En octubre de 1984, Jones fue condenada por asesinato e un intento de asesinato. Había usado inyecciones de Digoxina, Heparina y posteriormente Succinilcolina para inducir crisis médica en sus pacientes, causando numerosas muertes. El número exacto de víctimas sigue siendo desconocido; los funcionarios del hospital supuestamente destruyeron los registros de las actividades de Jones, para evitar más litigios después de su primera condena. 

## Primeros años y matrimonios
Genene Jones nació el 13 de julio de 1950 en Texas, Estados Unidos. Su madre la dio en adopción y fue acogida por el propietario de un club nocturno y su esposa.Trabajó como esteticista antes de asistir a la escuela de enfermería a finales de la década de 1970.
Jones se casó con su novio de la escuela secundaria, James Harvey DeLany Jr en 1968 y tuvieron un hijo. La relación terminó en divorcio en 1974. Tres años después, Jones y su exesposo se reconciliaron y tuvieron otro hijo juntos en 1977.  Justo antes de su acusación, se casó con un asistente de enfermería de 19 años. Se divorció poco después.

## Crímenes
Mientras Jones trabajaba como enfermera profesional con licencia (LVN) en el Hospital del Condado de Béxar (ahora Hospital Universitario de San Antonio) en la Unidad de cuidados intensivos pediátricos, un número estadísticamente imposible de niños murieron bajo su cuidado. Debido a que el hospital temía ser demandado, simplemente le pidió a todos sus LVNs, incluyendo a Jones, que renunciaran y dotó la UCI pediátrica exclusivamente de Enfermeras registradas. El hospital no realizó más investigaciones.
Jones se fue y obtuvo un puesto en una clínica pediátrica en Kerrville, Texas, a unos 60 kilómetros al noroeste de San Antonio. Fue aquí donde fue acusada de envenenar a seis niños. El médico de la oficina descubrió dos marcas de punción en una botella de Succinilcolina (Cloruro de Suxametonio) en el almacén de drogas, donde solo el y Jones tenían acceso. La Succinilcolina es un potente paralizante de acción corta que causa una parálisis temporal de todos los músculos esqueléticos, así como los que controlan la respiración; el medicamento se utiliza como parte de un anestésico general. Un paciente no puede respirar mientras esté bajo la influencia de este medicamento. En niños pequeños, el paro cardíaco es el resultado final de la Desoxigenación debido a la falta de respiración. El contenido de la botella aparentemente llena se encontró más tarde que era Anectine. 
Jones afirmó que estaba tratando de estimular la creación de una unidad de cuidados intensivos pediátricos en Kerrville. Fue detenida el 21 de noviembre de 1982.

### Enjuiciamiento
En 1984, Jones fue condenada a 99 años de prisión por matar a Chelsea McClellan de 15 meses con Succinilcolina. Posteriormente fue acusada de dañar a Brandy Benites el 27 de agosto, Chris Parker y Jimmy Pearson el 30 de agosto, Misty Reichenau el 3 de septiembre, y Jacob Evans el 17 de septiembre. Todas las acusaciones señalaron que la enfermera "intencionalmente y a sabiendas" lesionó a los niños inyectándoles Succinilcolina u otra droga. Más tarde en ese año, fue sentenciada a una condena simultánea de 60 años de prisión por casi matar a Rolando Santos con heparina.
A partir de mayo de 2016, Jones estaba detenida en la Unidad Lane Murray del Departamento de Justicia Penal de Texas. Se había programado su liberación obligatoria en 2018 debido a una ley de Texas destinada a prevenir el hacinamiento de las prisiones. Para evitar eso, Jones fue acusada el 25 de mayo de 2017, por el asesinato de Joshua Sawyer, de 11 meses. Nico LaHood, fiscal de distrito del condado de Bexar, declaró que podrían presentarse cargos adicionales en la muerte de otros niños. Debido a la ley obligatoria de liberación anticipada que cubre las condenas originales de Jones, de lo contrario habría sido liberada al completar un tercio de la sentencia original. Los nuevos cargos fueron presentados para evitar su liberación. En abril de 2018, un juez de San Antonio rechazó una solicitud para desestimar cinco nuevas acusaciones de asesinato contra Jones. El 16 de enero de 2020, Jones se declaró culpable del asesinato de Joshua Sawyer, de 11 meses, el 12 de diciembre de 1981, como parte de un acuerdo de pleito en el que se retiraron otros cuatro cargos. Fue condenada a cadena perpetua. No será elegible para su puesta en libertad condicional hasta que tenga aproximadamente 87 años.

## Representaciones

### Películas
- Fue interpretada por Susan Ruttan en la película para televisión Deadly Medicine (1991) y por Alicia Bartya en la película directa a video Mass Murder (2002).

### Televisión
- También apareció en un documental de Discovery Channel, Lethal Injection; en el episodio diez de la quinta temporada de Forensic Files titulado Nursery Crimes. En un episodio de la primera temporada de la docuserie británica Nurses Who Kill (2016); en la serie "Dark Secrets", y un episodio de la serie de Investigation Discovery, Las verdaderas mujeres asesinas.